# Saint-Pierre-de-Mésage
Pour les articles homonymes, voir Saint-Pierre.
Saint-Pierre-de-Mésage est une commune française située dans le département de l'Isère en région Auvergne-Rhône-Alpes.

## Géographie

### Situation
Saint-Pierre-de-Mésage est située à côté de la montagne du Connex et entre le Vercors et le Taillefer. Proche de Vizille et de Grenoble.

### Communes limitrophes
| Jarrie                                     | Notre-Dame-de-Mésage   | Vizille                         |
| Champ-sur-Drac / Saint-Georges-de-Commiers | Saint-Pierre-de-Mésage | Séchilienne                     |
| Saint-Jean-de-Vaulx                        | Laffrey                | Saint-Barthélemy-de-Séchilienne |

### Hydrographie
Le territoire communal se situe sur les bords de la rive gauche de la Romanche, séparant ainsi son territoire avec celui de Vizille. Cette rivière, affluent du Drac et sous-affluent de l'Isère, est un torrent alpin qui présente un cours réduit (78,3 km de longueur) mais au débit rapide, sa source se situant dans le parc national des Écrins dans le département des Hautes-Alpes voisin, à environ 2 000 mètres d'altitude.

### Climat
Pour des articles plus généraux, voir Climat d'Auvergne-Rhône-Alpes et Climat de l'Isère.
En 2010, le climat de la commune est de type climat océanique altéré, selon une étude du Centre national de la recherche scientifique s'appuyant sur une série de données couvrant la période 1971-2000. En 2020, Météo-France publie une typologie des climats de la France métropolitaine dans laquelle la commune est exposée à un climat de montagne ou de marges de montagne et est dans la région climatique  Alpes du nord, caractérisée par une pluviométrie annuelle de 1 200 à 1 500 mm, irrégulièrement répartie en été. 
Pour la période 1971-2000, la température annuelle moyenne est de 11,5 °C, avec une amplitude thermique annuelle de 19,6 °C. Le cumul annuel moyen de précipitations est de 1 202 mm, avec 10,2 jours de précipitations en janvier et 6,4 jours en juillet. Pour la période 1991-2020, la température moyenne annuelle observée sur la station météorologique de Météo-France la plus proche, « Chamrousse », sur la commune de Chamrousse à 11 km à vol d'oiseau, est de 5,8 °C et le cumul annuel moyen de précipitations est de 1 219,3 mm,. Pour l'avenir, les paramètres climatiques de la commune estimés pour 2050 selon différents scénarios d'émission de gaz à effet de serre sont consultables sur un site dédié publié par Météo-France en novembre 2022.

### Transports et voies de communications

#### Réseau routier
Le territoire communal est traversé par la RN 85, également connu sous le nom de Route Napoléon, une route historique et touristique qui relie Golfe-Juan, lieu du débarquement de Napoléon 1er, en 1815 à Grenoble. Il s'agit, en fait, de la RN85 qui relie en 2015 Le Pont-de-Claix sur l'autoroute A480 à La Saulce via Gap et Aubignosc à Barrême via Digne-les-Bains.

#### Réseau ferroviaire
La gare SNCF la plus proche est la gare de Jarrie - Vizille qui est située à environ 8 km de la commune.

#### Bus
La commune est desservie par les lignes scolaires VIZ3, VIZ7 et VIZ8 du réseau Cars Région Isère. Il est aussi desservie par la ligne Flexo 72 du réseau M'Tag.

#### Autres
L'aéroport le plus proche est l'aéroport de Grenoble-Isère situé à environ 63 km.

### Hameaux de la commune
Les Peyrauds : hameau situé sur le haut du village

## Urbanisme

### Typologie
Au 1er janvier 2024, Saint-Pierre-de-Mésage est catégorisée ceinture urbaine, selon la nouvelle grille communale de densité à sept niveaux définie par l'Insee en 2022.
Elle appartient à l'unité urbaine de Vizille, une agglomération intra-départementale regroupant sept  communes, dont elle est une commune de la banlieue,,. Par ailleurs la commune fait partie de l'aire d'attraction de Grenoble, dont elle est une commune de la couronne,. Cette aire, qui regroupe 204 communes, est catégorisée dans les aires de 700 000 habitants ou plus (hors Paris),.

### Occupation des sols
L'occupation des sols de la commune, telle qu'elle ressort de la base de données européenne d’occupation biophysique des sols Corine Land Cover (CLC), est marquée par l'importance des forêts et milieux semi-naturels (80,8 % en 2018), en augmentation par rapport à 1990 (79,6 %). La répartition détaillée en 2018 est la suivante : 
forêts (80,8 %), zones urbanisées (7,8 %), zones agricoles hétérogènes (7,2 %), prairies (4,1 %). L'évolution de l’occupation des sols de la commune et de ses infrastructures peut être observée sur les différentes représentations cartographiques du territoire : la carte de Cassini (XVIIIe siècle), la carte d'état-major (1820-1866) et les cartes ou photos aériennes de l'IGN pour la période actuelle (1950 à aujourd'hui).

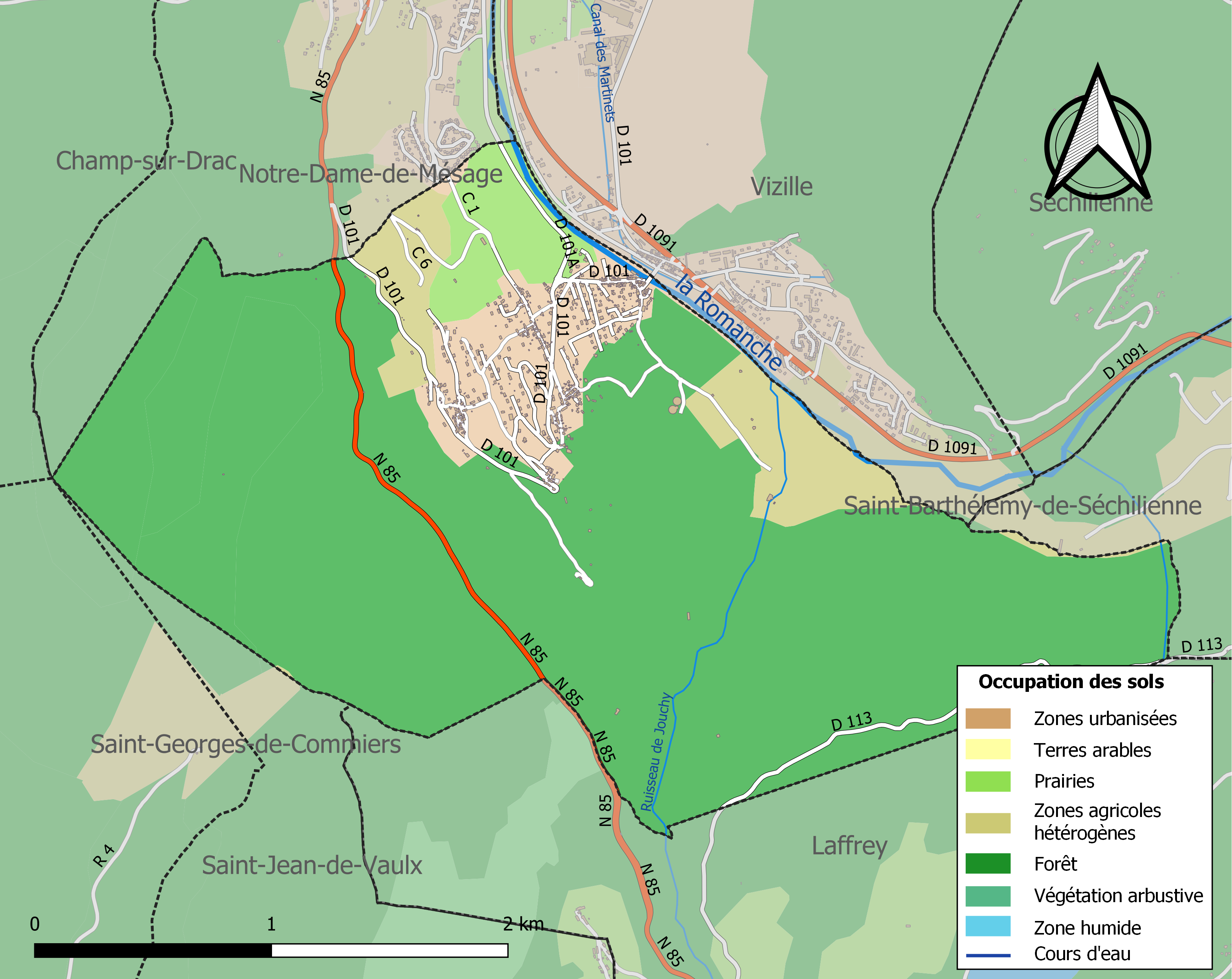
Carte des infrastructures et de l'occupation des sols de la commune en 2018 (CLC).

## Toponymie
Voir Notre-Dame-de-Mésage. 

## Politique et administration

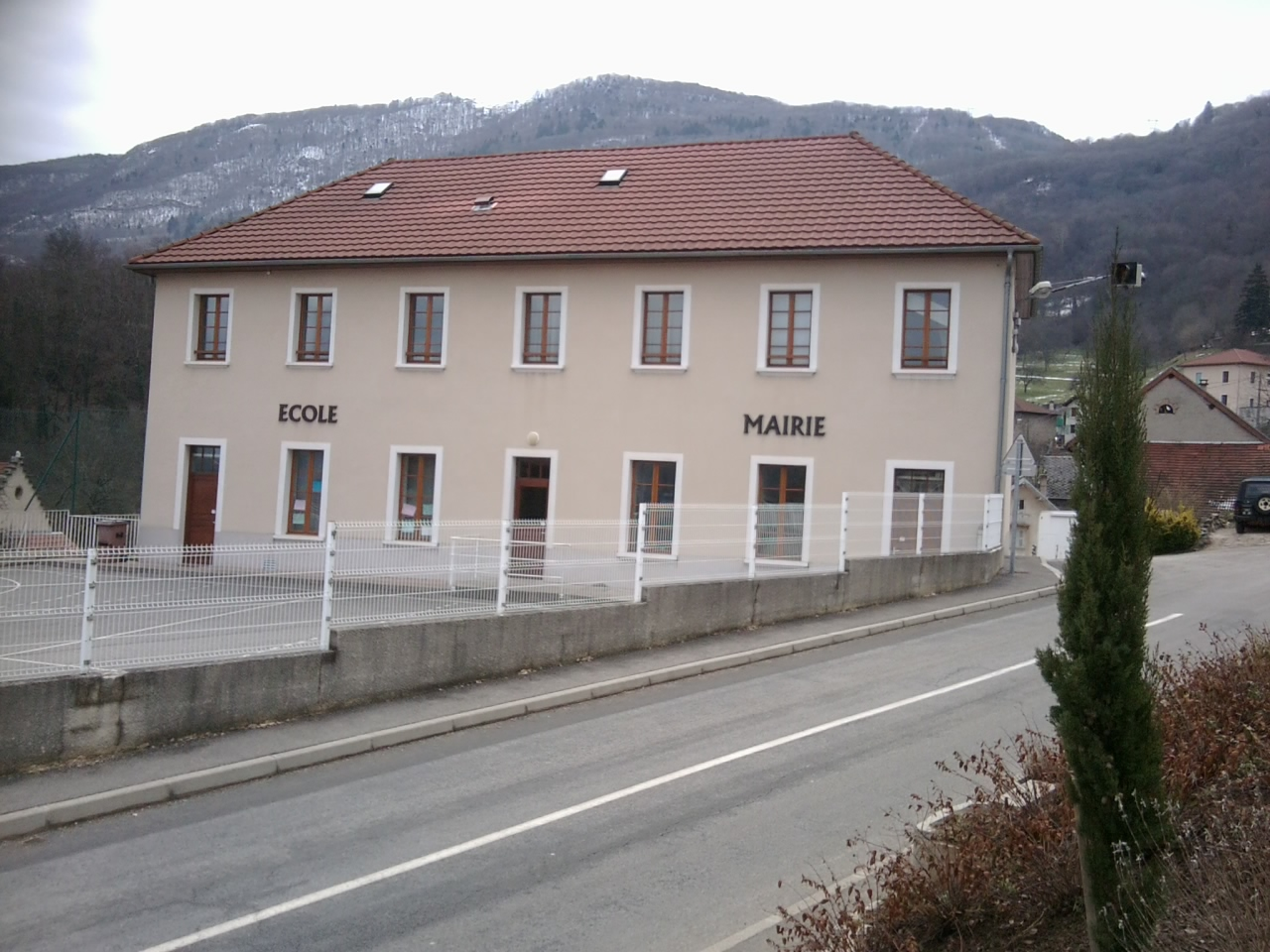
La mairie

| Période                                  | Période  | Identité          | Étiquette | Qualité  |
| ---------------------------------------- | -------- | ----------------- | --------- | -------- |
| 2001                                     | 2014     | Jean-Claude Vayr  |           |          |
| 2014                                     | En cours | Christian Masnada | DVD       | Retraité |
| Les données manquantes sont à compléter. |          |                   |           |          |

## Population et société

### Démographie

#### Évolution démographique
L'évolution du nombre d'habitants est connue à travers les recensements de la population effectués dans la commune depuis 1793. Pour les communes de moins de 10 000 habitants, une enquête de recensement portant sur toute la population est réalisée tous les cinq ans, les populations de référence des années intermédiaires étant quant à elles estimées par interpolation ou extrapolation. Pour la commune, le premier recensement exhaustif entrant dans le cadre du nouveau dispositif a été réalisé en 2008.

En 2022, la commune comptait 788 habitants, en évolution de +3,68 % par rapport à 2016 (Isère : +3,07 %, France hors Mayotte : +2,11 %).
| 1793 | 1800 | 1806 | 1821 | 1831 | 1836 | 1841 | 1846 | 1851 |
| ---- | ---- | ---- | ---- | ---- | ---- | ---- | ---- | ---- |
| 441  | 459  | 486  | 513  | 593  | 652  | 648  | 662  | 677  |

| 1856 | 1861 | 1866 | 1872 | 1876 | 1881 | 1886 | 1891 | 1896 |
| ---- | ---- | ---- | ---- | ---- | ---- | ---- | ---- | ---- |
| 704  | 671  | 698  | 771  | 824  | 821  | 742  | 702  | 638  |

| 1901 | 1906 | 1911 | 1921 | 1926 | 1931 | 1936 | 1946 | 1954 |
| ---- | ---- | ---- | ---- | ---- | ---- | ---- | ---- | ---- |
| 700  | 602  | 575  | 433  | 485  | 473  | 435  | 423  | 462  |

| 1962 | 1968 | 1975 | 1982 | 1990 | 1999 | 2006 | 2008 | 2013 |
| ---- | ---- | ---- | ---- | ---- | ---- | ---- | ---- | ---- |
| 442  | 510  | 508  | 584  | 660  | 674  | 704  | 713  | 743  |

| 2018 | 2022 | - | - | - | - | - | - | - |
| ---- | ---- | - | - | - | - | - | - | - |
| 767  | 788  | - | - | - | - | - | - | - |

#### Pyramide des âges
En 2018, le taux de personnes d'un âge inférieur à 30 ans s'élève à 31,8 %, soit en dessous de la moyenne départementale (37,1 %). À l'inverse, le taux de personnes d'âge supérieur à 60 ans est de 28,7 % la même année, alors qu'il est de 23,9 % au niveau départemental.
En 2018, la commune comptait 374 hommes pour 393 femmes, soit un taux de 51,24 % de femmes, légèrement supérieur au taux départemental (51,01 %).
Les pyramides des âges de la commune et du département s'établissent comme suit.
| Hommes | Classe d’âge | Femmes |
| ------ | ------------ | ------ |
| 0,3    | 90 ou +      | 1,3    |
| 7,0    | 75-89 ans    | 9,4    |
| 20,9   | 60-74 ans    | 18,6   |
| 22,5   | 45-59 ans    | 18,8   |
| 18,7   | 30-44 ans    | 19,1   |
| 10,4   | 15-29 ans    | 13,0   |
| 20,3   | 0-14 ans     | 19,8   |

| Hommes | Classe d’âge | Femmes |
| ------ | ------------ | ------ |
| 0,6    | 90 ou +      | 1,6    |
| 6,7    | 75-89 ans    | 8,7    |
| 15,3   | 60-74 ans    | 16,3   |
| 20,1   | 45-59 ans    | 19,6   |
| 18,8   | 30-44 ans    | 18,9   |
| 19     | 15-29 ans    | 17     |
| 19,4   | 0-14 ans     | 17,9   |

### Enseignement
La commune est rattachée à l'académie de Grenoble.

### Médias
Historiquement, le quotidien régional Le Dauphiné libéré consacre, chaque jour, y compris le dimanche, dans son édition de Romanche et Oisans, un ou plusieurs articles à l'actualité de la commune, de son canton, ainsi que des informations sur les éventuelles manifestations locales.

## Économie

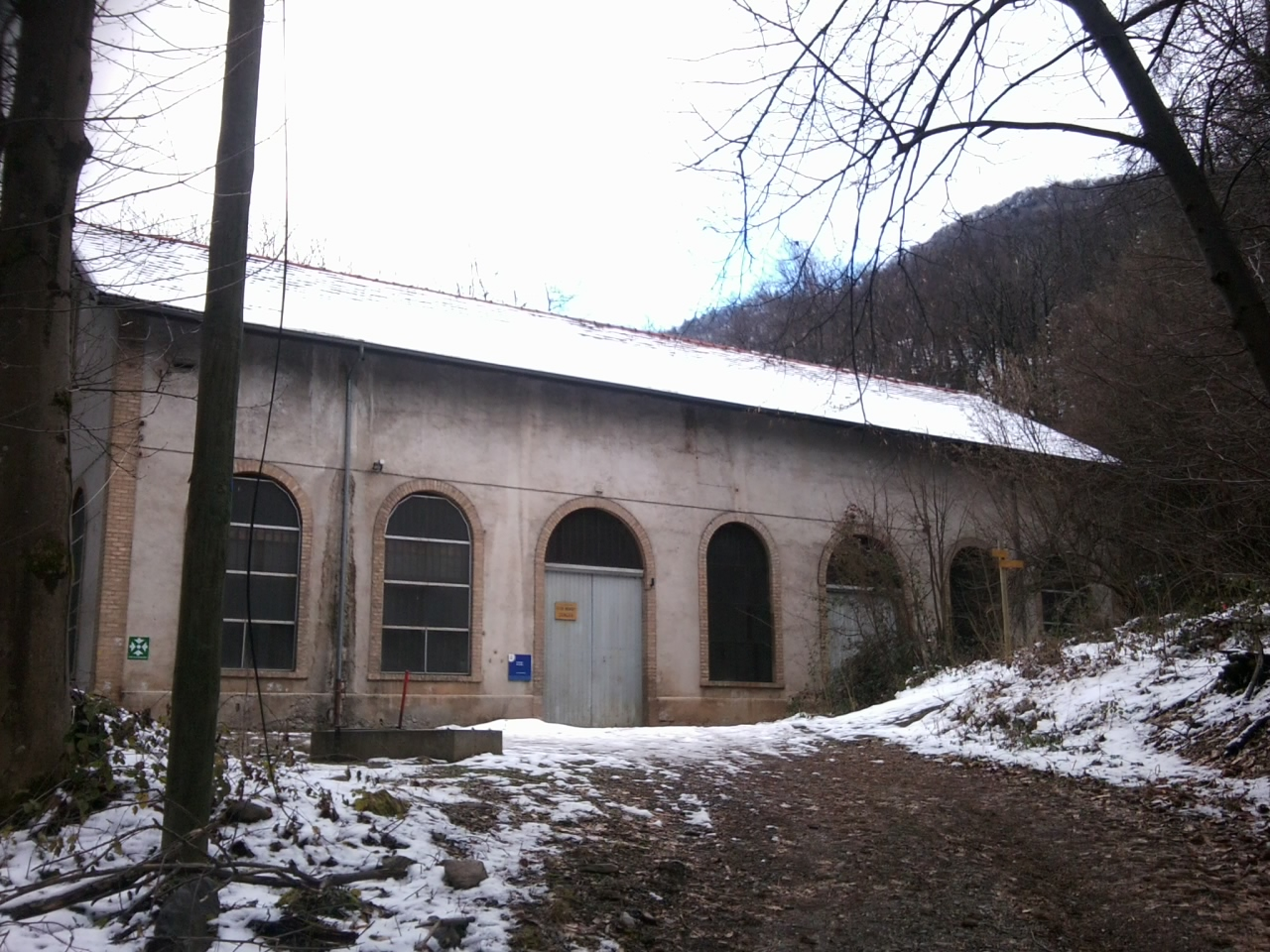
La centrale EDF de Loula.

## Culture locale et patrimoine

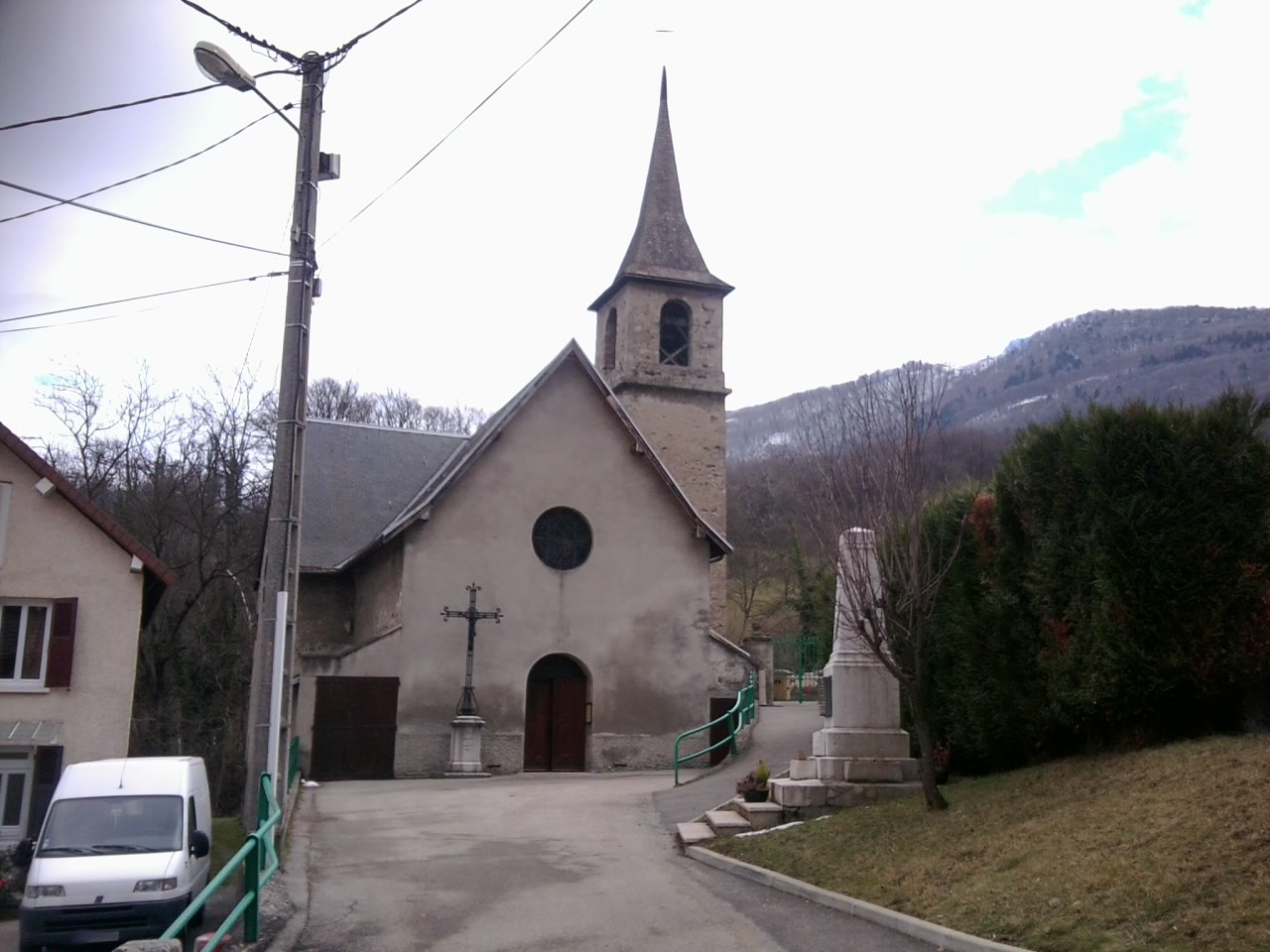
L'église.

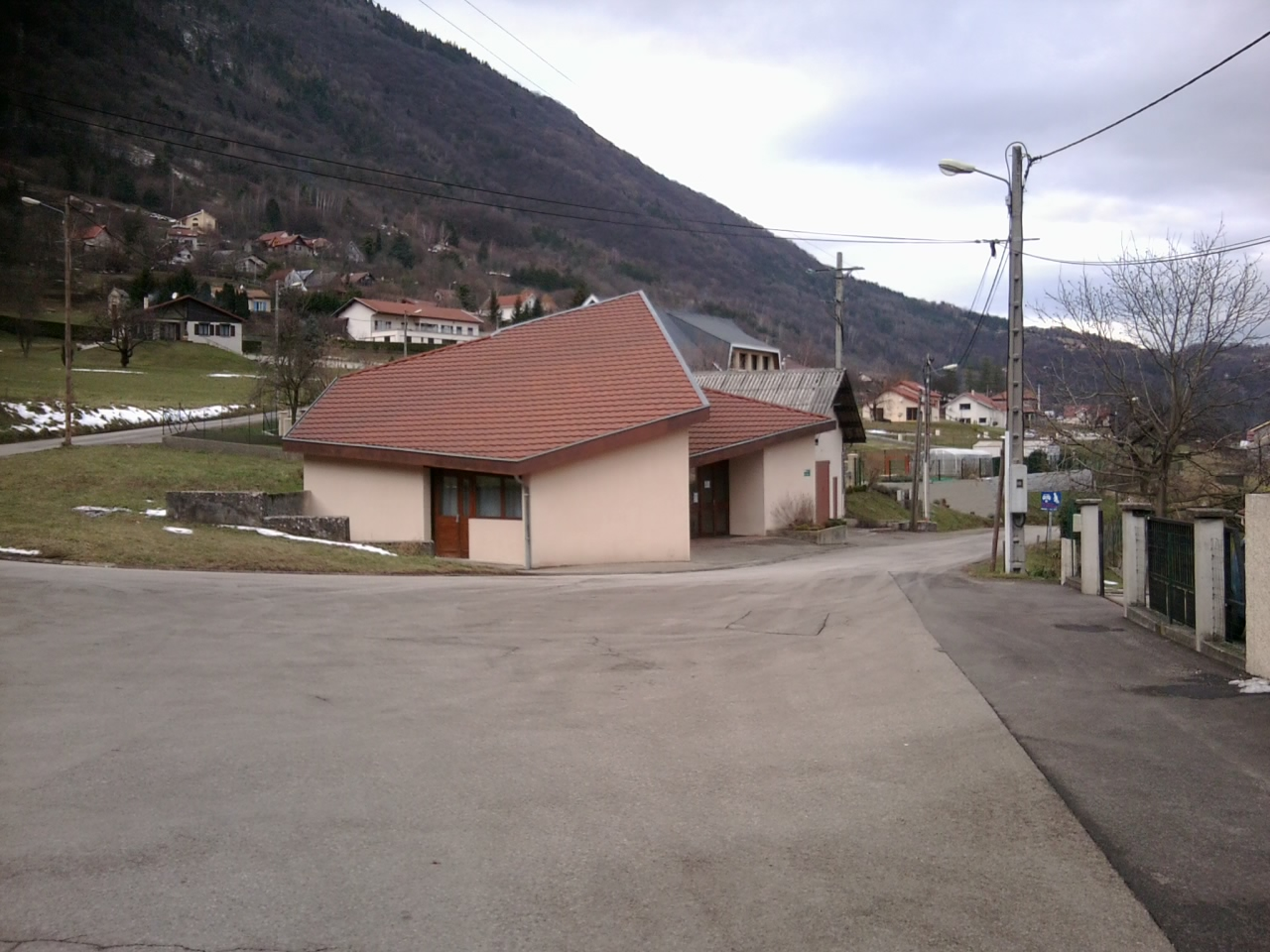
La salle des fêtes.

### Lieux et monuments
- L'église Saint-Pierre de Saint-Pierre-de-Mésage, très remaniée au XIXe siècle[20].
- Vestiges de la maison forte du chemin de Font Chaise[20].

### Patrimoine culturel
- Salle des fêtes.

### Personnalités liées à la commune
- Lucie Baud, ouvrière syndicaliste est née dans la commune en 1870

### Héraldique
|  | Saint-Pierre-de-Mésage possède des armoiries dont l'origine et le blasonnement exact ne sont pas disponibles. |